# Irene Roch-Lemmer
Irene Roch-Lemmer (* 13. Dezember 1938 als Irene Roch in Halle (Saale)) ist eine deutsche Kunsthistorikerin.

## Biografie
Irene Roch wuchs in der Paul-Küstner-Straße in Leipzig-Lindenau auf. Sie besuchte ab 1945 die Grundschule in Lindenau und ab 1953 den altsprachlichen Zweig der Thomas-Oberschule. Andreas Grüntzig war ein Nachbar und Mitschüler. 1957 machte Roch Abitur. Ihre Dissertation an der Universität Halle aus dem Jahr 1966 befasste sich mit dem Thema „Die Baugeschichte der Mansfelder Schlösser mit ihren Befestigungsanlagen und die Stellung der Schloßbauten in der mitteldeutschen Renaissance“. Irene Roch-Lemmer war mit Manfred Lemmer verheiratet.
Im Rahmen ihrer Tätigkeit für die Landesgruppe Sachsen-Anhalt der Deutschen Burgenvereinigung e.V. gehörte sie zur Redaktion der Reihe Burgen und Schlösser in Sachsen-Anhalt. Sie ist Mitglied des Arbeitskreises Kunstgeschichte der Historischen Kommission für Sachsen-Anhalt. Als korrespondierendes Mitglied gehört sie zum Wissenschaftlichen Beirat der Deutschen Burgenvereinigung.

## Mitgliedschaften
- Deutsche Burgenvereinigung Ehrenmitglied (seit 2014), Landesgruppe Sachsen-Anhalt (ab 1990)[4]
- Förderverein der Petruskirche Halle-Kröllwitz (ab 1998)[4]
- Förderverein Schloss Mansfeld (ab 1999)[4]
- Historische Kommission für Sachsen-Anhalt (ab 2001)[5][4]
- Wartburg-Gesellschaft zur Erforschung von Burgen und Schlössern e.V.[6]
- Stiftung Mitteldeutscher Kulturrat[4]
- Deutscher Verband für Kunstgeschichte (Ehrenmitglied seit 2022)[7]

## Schriften (Auswahl)

### Monografien und Kunstführer
- Romanische Bauwerke, Reihe: Die Schatzkammer, Band 6, Prisma-Verlag, Leipzig, 1961.
- Die Baugeschichte der Mansfelder Schlösser mit ihren Befestigungsanlagen und die Stellung der Schloßbauten in der mitteldeutschen Renaissance, Dissertation, Halle, 1966.
- Die Andreaskirche zu Eisleben, Reihe: Das christliche Denkmal, Heft 77, Union-Verlag, Berlin, 1971.
- mit Hans-Joachim Mrusek: Castles of Europe, Bildband, Edition Leipzig, Leipzig, 1974.
- mit Hans-Joachim Mrusek: Burgen in Europa, Bildband, Edition Leipzig, Leipzig, 1. Aufl. 1974, 2. Aufl. 1975,
- Schloss Mansfeld, Seemann, Reihe: Baudenkmale, Heft 35, Leipzig, 1. Aufl. 1972, 2. Aufl. 1989. ISBN 978-3-363-00434-2
- Schloss Heldrungen, Seemann, Reihe: Baudenkmale, Heft 48, Leipzig, 1. Aufl. 1980, 2. Aufl. 1989. ISBN 978-3-363-00433-5
- Schloss- und Stadtkirche zu Mansfeld, Reihe: Das Christliche Denkmal, Heft 117, Union-Verlag, Berlin 1983.
- mit Jutta Brüdern (Fotos): Die Lorenzkirche in Salzwedel, Reihe: Große Baudenkmäler, Heft 455: Denkmal an der Straße der Romanik in Sachsen-Anhalt, Dt. Kunstverlag, München / Berlin 1993, ISSN 2365-1849
- St. Peter und Paul, Eisleben, Reihe: Kleine Kunstführer, Nr. 2045, Schnell + Steiner, Regensburg 1. Auflage 1996
- Andreaskirche Lutherstadt Eisleben, Reihen: Kleine Kunstführer, Nr. 2050, Das christliche Denkmal, Heft 77, Schnell + Steiner, Regensburg 1. Auflage 1993, 2. Aufl. 1996, 3. Aufl. 2005, 4. Aufl. 2007. ISBN 978-3-7954-4024-4
- Schloss Mansfeld, Kleine Kunstführer, Nr. 2060, Schnell + Steiner, Regensburg, 1. Aufl. 1996, 2. Aufl. 2013, ISBN 978-3-7954-6011-2
- mit Constantin Beyer (Fotos): Lutherstadt Eisleben St. Annen, DKV-Kunstführer, Nr. 539, Dt. Kunstverlag, München / Berlin 1999. ISSN 2365-1857
- mit Werner Essl, Dietrich Orland: Petruskirche zu Halle-Kröllwitz: 1901-2001: anlässlich des 100jährigen Kirchweihfestes vom 19. September 1901, Festschrift, Evangelische Petrusgemeinde Halle-Kröllwitz, Halle 2001.
- mit Hans-Werner Sonntag: Dieskau - Schloss, Kirche und Park, Schnell + Steiner, Regensburg, 1. Auflage 2001. ISBN 978-3-7954-6318-2
- mit Ute Ahlhelm (Fotos): Evang.-Luth. Stadtkirche St. Georg Mansfeld, Kleine Kunstführer, Nr. 2578, Schnell + Steiner, Regensburg, 1. Auflage 2005. ISBN 978-3-7954-6527-8
- mit Hauke Meinhold: Die Steinbilderbibel der St. Annenkirche zu Eisleben, Steko-Kunstführer, Nr. 31, Stekovics, Dössel 2014. ISBN 978-3-89923-069-7

### Herausgeberschaften
- mit der Burgenkommission der DDR: Beiträge zur Burgenforschung: Hermann Wäscher zum 100. Geburtstag, Materialien eines wissenschaftlichen Kolloquiums vom 11. Dezember 1987 und einer öffentlichen Sitzung der Burgenkommission der DDR vom 12. Dezember 1987, Martin-Luther-Universität Halle-Wittenberg, Abt. Wiss.-Publ. der Martin-Luther-Univ. Halle-Wittenberg, 1989. ISBN 978-3-86010-223-7
- Irene Roch-Lemmer (Autorin), Hans-Gert Roloff (Autor): Der Silberschatz der Halloren und sein neunzigster Becher, Renneritz-Verlag, Sandersdorf-Brehna, 2011. ISBN 978-3-940684-14-1
- Manfred Lemmer (Autor), Lutz Bolldorf (Illustrator): Der Saalaffe: Sagen aus Halle und Umgebung / ausgew. und neu erzählt von Manfred Lemmer. [Nach der Aufl. Berlin 1999 (Originalausg. Halle 1989)], Mitteldt. Verlag, Halle (Saale) 2015. ISBN 978-3-9546-2586-4

### Aufsätze
- Zu Burgen und Schloßdarstellungen bei Cranach, in: Peter H. Feist (Hrsg.): Lucas Cranach. Künstler und Gesellschaft; Referate des Colloquiums mit internationaler Beteiligung zum 500. Geburtstag Lucas Cranachs d. Ä.; Staatliche Lutherhalle Wittenberg, 1.–3. Okt. 1972. Wittenberg 1973, S. 114–116                                                 arthistoricum.net, Heidelberg 2016. Digitalisat
- Schloß Mansfeld auf Cranach-Gemälden, in: Rosemarie Knape (Hrsg.): Martin Luther und der Bergbau im Mansfelder Land. Eisleben 2000, S. 218–225, arthistoricum.net, Heidelberg 2016. Digitalisat
- Schloss Mansfeld - Arx Caesare digna, in: Mitteldeutsches Jahrbuch für Kultur und Geschichte, Band 22, 2015, S. 51–57, arthistoricum.net, Heidelberg 2016. Digitalisat
- Neue Forschungen zum Dessauer Abendmahlsbild von Lucas Cranach d. J. (1565). Hans-Joachim Krause zum 25. Oktober 2005, in: Andreas Tacke (Hrsg.): Lucas Cranach: 1553–2003; Wittenberger Tagungsbeiträge anlässlich des 450. Todesjahres Lucas Cranachs des Älteren. Leipzig 2007, S. 313–325, arthistoricum.net, Heidelberg 2016. Digitalisat